# Hazleton Mountaineers (1952)
Gli Hazleton Mountaineers sono stati una franchigia di pallacanestro della EPBL, con sede a Hazleton, in Pennsylvania, attivi tra il 1948 e il 1952.
Nacquero nel 1948 a York come York Victory A.C.. Nel 1951 si spostarono ad Ashland, rinominandosi Ashland Greens. Durante la stagione si trasferirono a Hazleton, diventando gli Hazleton Mountaineers. Scomparvero alla fine del campionato.

## Stagioni
| Stagione | Lega | Denominazione                  | V  | P  | %    | Piazzamento | Play-off    |
| -------- | ---- | ------------------------------ | -- | -- | ---- | ----------- | ----------- |
| 1948-49  | EPBL | York Victory A.C.              | 15 | 15 | 50,0 | 5º          | -           |
| 1949-50  | EPBL | York Victory A.C.              | 9  | 17 | 34,6 | 3º          | -           |
| 1950-51  | EPBL | York Victory A.C.              | 15 | 11 | 57,7 | 1º          | Finale EPBL |
| 1951-52  | EPBL | Ashland Greens/Hazleton Mount. | 6  | 20 | 20,0 | 6º          | -           |